# Robert M. Hayes
Robert Mayo Hayes (Nova York, 3 de desembre de 1926 – 12 de febrer de 2022) va ser un gestor d'informació i economista nord-americà. Les seves teories se centren en l'Economia de la informació.

## Biografia i obra científica
Va néixer a Nova York (Estats Units) i es va graduar en matemàtiques a la Universitat de Califòrnia a Los Angeles, on es doctorà el 1952.
Robert Hayes va començar a treballar com a consultor de biblioteques o de sistemes d'informació al costat de Joseph Becker, amb el qual formarà a la fi dels 60 la companyia Becker & Hayes, en la qual treballarà en entorns documentals i desenvolupament de programari. Un dels seus mèrits va consistir a ensinistrar al personal de l'American Library Asociation (ALA) en l'ús de programes d'automatització de biblioteques que van presentar en la Fira de Seattle el 1964 per mostrar al públic com era la recuperació d'informació en línia.
No obstant això, el 1974 abandona el càrrec per ocupar el lloc de degà de l'Escola de Biblioteconomia i Informació de la UCLA, fins a 1989, per passar a ser professor emèrit. Ha estat professor visitant en nombroses facultats d'informació, tant nord-americanes com de la resta del món.
Va ser president del American Institute of Documentation (1962-1963), i de la successora d'aquesta, la American Society for Information Science and Technology (ASIST) (1967-1968).

## Obra acadèmica
El 1966 participa en l'assemblea de la FIAB (Federació Internacional d'Associacions de Bibliotecaris i Biblioteques, antiga IFLA), on introduirà en terme Information Science o Ciència de la Informació i l'ús inevitable de les tecnologies de la informació. Per a Hayes, la compilació d'informació produïda als centres de documentació, portarà al que Hayes denomina Bancs de Dades, un concepte nou per a l'època.
A més, ha investigat la gestió de la informació com una potència econòmica i industrial per als països. Hayes descriu tres sectors de la informació:
- 1.- Indústries de tecnologies de la informació, on s'inclouen productors de maquinari, programari, ordinadors i qualsevol productor que serveixi per adquirir, comunicar i processar dades.
- 2.- Indústries de transacció d'informació, on s'inclouen totes aquelles que ofereixen serveis de telecomunicació, activitats relacionades amb la banca i les finances, serveis de valors, vendes a l'engròs, etc; és a dir, tota aquella indústria que es basa en els processos de transaccions de diferents operacions.
- 3.- Indústries del coneixement, on la informació és l'important, com puguin ser l'educació, el R+D, les biblioteques, arxius o centres de documentació.

També ha investigat en els principis filosòfics i de pensament en la ciència de la Informació. Hayes considera que hi ha un doble vessant en els professionals que treballen i investiguen en Informació. D'una banda estarien els especialistes de la informació que treballarien a la Tecnologia de la Informació; i els científics de la informació que treballarien en la Ciència de la Informació.

## Obres i premis
Robert Hayes ha rebut nombrosos guardons, entre ells cal destacar el Premi ASIS&T al Mèrit Acadèmic atorgat el 1993 per la American Society of Information Science and Technology. També li va ser atorgat el premi ASIST al millor llibre publicat el 1971 per Handbook of Data Processing for Libraries, al costat de Joseph Becker. També ha rebut el Premi MacArthur el 1985.
Al costat de Joseph Becker, va publicar el 1962 Information Storage and Retrieval, obra fonamental en el seu temps sobre Recuperació d'informació.